# USS Chesapeake (1799)
USS Chesapeake – trzymasztowa, żaglowa, uzbrojona w 38 dział ciężka fregata należąca do United States Navy. Była jedną z pierwszych sześciu fregat, które zostały zbudowane na polecenie Kongresu USA. Konstruktor wszystkich sześciu okrętów, Joshua Humphreys, zaprojektował je tak, by stanowiły główną siłę młodej floty. „Chesapeake” została pierwotnie zaprojektowana jako okręt 44-działowy, ale opóźnienia stoczni związane z brakami materiałowymi spowodowały, że budowniczy Josiah Fox zdecydował o przeprojektowaniu na okręt 38-działowy. Zwodowana w Gosport Navy Yard 2 grudnia 1799 roku fregata rozpoczęła służbę w czasie quasi-wojny z Francją, a następnie brała udział w I wojnie berberyjskiej.
22 czerwca 1807 roku została ostrzelana przez należący do Royal Navy okręt HMS „Leopard” z powodu odmowy zgody na przeszukanie (Brytyjczycy szukali dezerterów). Wydarzenie to, znane jako incydent „Chesapeake”–„Leopard”, wzburzyło amerykańskie społeczeństwo i było jedną z przyczyn wybuchu wojny brytyjsko-amerykańskiej. Dla wyjaśnienia incydentu dowódca „Chesapeake”, James Barron, został postawiony przed sądem wojskowym, a Stany Zjednoczone wprowadziły embargo na handel z Wielką Brytanią.
Na początku wojny fregata odbyła jeden patrol, zagarniając sześć brytyjskich statków handlowych. 1 czerwca 1813 roku, wkrótce po opuszczeniu portu w Bostonie, została zaatakowana i zdobyta przez HMS „Shannon”. Brytyjczycy wcielili okręt do Royal Navy pod nazwą HMS „Chesapeake”, gdzie służył do roku 1819, kiedy to został rozebrany. Sprzedane drewno posłużyło do budowy kilku domów w Portsmouth i Chesapeake Mill w Wickham, w Anglii.

## Projekt i budowa
Amerykańskie statki handlowe zaczęły w latach dziewięćdziesiątych XVIII wieku padać łupem piratów berberyjskich, głównie z Algieru, grasujących na Morzu Śródziemnym. Kongres zareagował na to, wydając Ustawę morską z 27 marca 1794 roku. Ustawa ta zapewniała fundusze na budowę sześciu fregat z zastrzeżeniem, że budowa zostanie wstrzymana w chwili zawarcia traktatu pokojowego z Algierem.
Zaprojektowane przez Joshuę Humphreysa fregaty miały być długie i wąskie. W konstrukcji zastosowano diagonalne żebrowanie w celu zmniejszenia wzdłużnego wyginania się kadłubów i bardzo ciężkie poszycie. Dawało to kadłubom znacznie większą odporność w porównaniu do fregat o lżejszej konstrukcji. Wobec tego, że młode Stany Zjednoczone nie mogły równać się liczbą okrętów z europejskimi potęgami, projekt Humphreysa zakładał, że jego fregaty będą na tyle potężne, by pokonać fregaty przeciwnika, a jednocześnie dość szybkie, by ujść okrętom liniowym.
Okręt, oryginalnie zaprojektowany jako „Fregata D”, przez kilka lat nie miał własnej nazwy. Stępkę położono w grudniu 1795 roku w Gosport Navy Yard w Norfolku w stanie Wirginia, gdzie budowę powierzono Josiahowi Foxowi, a nadzór Richardowi Dalemu. Tymczasem w marcu następnego roku ogłoszono zawarcie porozumienia pokojowego z Algierem, w związku z czym (zgodnie z ustawą z roku 1794) budowa została wstrzymana. Kil przeleżał w stoczni następne dwa lata.
Gdy w roku 1798 wybuchła quasi-wojna z Francją, Kongres wydał polecenie ukończenia budowy „Fregaty D”. Jednak Fox, który wrócił do Norfolk, zorientował się, że brakuje budulca, wysłanego z Norfolk do Baltimore celem ukończenia budowy USS „Constellation”. Skontaktował się z sekretarzem marynarki Benjaminem Stoddertem, który wyraził pragnienie ukończenia budowy okrętu i zmniejszenia kosztów. Fox, zawsze przeciwny wielkim konstrukcjom Humphreysa, przedstawił Stoddertowi nowe plany, w których zakładał wykorzystanie już istniejącego kilu, ale zmianę rozmiarów: zarówno długości, jak i szerokości okrętu. Plany Foxa różniły się zasadniczo od oryginalnych planów Humphreysa. Sekretarz Stoddert projekt zaaprobował.
Kiedy budowa została zakończona, okazało się, że fregata jest najmniejszą z sześciu. Z długością 46,5 m i szerokością 12,6 m nieznacznie odbiegała od siostrzanych okrętów, USS „Congress” i „Constellation”, których wymiary wynosiły odpowiednio 50 i 12 m. Końcowy koszt budowy wyniósł 220 677 USD – tańszy miał być jedynie budowany dopiero „Congress”: 197 246 USD.
W trakcie budowy, 20 czerwca 1799 roku, zwodowany został slup o nazwie „Chesapeake”, ale w okresie pomiędzy 10 października a 14 listopada został przemianowany na USS „Patapsco”, najwyraźniej w celu uwolnienia nazwy dla „Fregaty D”. W korespondencji ze Stoddertem Fox kilkakrotnie nazywał fregatę „Congress”; Stoddert powiadomił go na koniec, że okręt otrzyma nazwę „Chesapeake”, od Zatoki Chesapeake. Fregata była jedyną z sześciu nienazwaną przez prezydenta George’a Washingtona i nienawiązującą do pryncypiów konstytucji Stanów Zjednoczonych.

### Uzbrojenie
Jako główne uzbrojenie „Chesapeake” wymienia się 36 lub 38 dział. W tym artykule fregata jest wymieniana jako okręt 38-działowy, ze względu na to, że tak utrzymuje większość badaczy. 36 dział wymieniają Allen, Beach, Maclay i Smith. Za 38 działami opowiadają się Calhoun, Chapelle, Cooper, Dictionary of American Naval Fighting Ships, Roosevelt i Toll. Fowler w ogóle nie podaje liczby dział. Pierwotnie zaprojektowana jako okręt 44-działowy, fregata została przeprojektowana przez Foxa, co doprowadziło do zmniejszenia jej wymiarów i liczby dział, szczególnie w porównaniu z fregatami „Congress” i „Constellation”.
Klasyfikacja działowa nie odpowiadała rzeczywistej liczbie dział, jakie mogły znajdować się na pokładach. „Chesapeake” miał 40 dział podczas incydentu z HMS „Leopard” i 50 dział w czasie starcia z HMS „Shannon”. Na owe 50 dział składało się dwadzieścia osiem długich dział 18-funtowych na pokładzie działowym, czternaście na każdej burcie. Tę główną baterię uzupełniały dwa długie 12-funtowe, jedno długie 18-funtowe, osiemnaście 32-funtowych karonad i jedna karonada 12-funtowa na pokładzie głównym. Waga salwy burtowej wynosiła 246 kg.
Okręty w tamtych czasach nie miały stałych baterii dział; działa były przenośne i często okręty wymieniały się nimi w zależności od potrzeb. Każdy dowódca modyfikował uzbrojenie swego okrętu względem własnych upodobań, biorąc pod uwagę takie czynniki, jak ogólny tonaż ładunku, liczba załogi i planowany kurs żeglugi. W konsekwencji uzbrojenie okrętu mogło się często zmieniać, a zmian tych nie odnotowywano.

## Quasi-wojna
„Chesapeake” został zwodowany i ochrzczony 2 grudnia 1799 roku, podczas niewypowiedzianej quasi-wojny (1798–1800), do której doszło na skutek zajmowania przez Francuzów amerykańskich statków handlowych. Wyposażanie i ekwipowanie okrętu trwało do końca maja 1800 roku. W marcu Josiah Fox został zganiony przez sekretarza Stodderta za przedłużanie prac na „Chesapeake”, podczas gdy „Congress”, wciąż oczekujący na ukończenie, został już w pełni obsadzony załogą. Stoddert wezwał Thomasa Truxtona, by doprowadził do wykonywania jego poleceń odnośnie do prac na fregacie „Congress”.
„Chesapeake” po raz pierwszy wyszedł w morze 22 maja pod dowództwem komandora Samuela Barrona, znacząc wyjście z Norfolk salutem z 13 dział. Pierwszym zadaniem fregaty było przewiezienie pieniędzy z Charleston w Karolinie Południowej do Filadelfii. 6 czerwca okręt dołączył do eskadry patrolującej południowe wybrzeża Stanów Zjednoczonych i eskortując amerykańskie statki handlowe w Indiach Zachodnich.
1 stycznia 1801 roku, po trwającym 50 godzin pościgu, zmusił do poddania się 16-działowy francuski statek piracki „La Jeune Creole”, po czym wrócił 15 stycznia (wraz ze swym pryzem) do Norfolku. „Chesapeake” w lutym ponownie popłynął na krótko do Indii Zachodnich, wkrótce po ratyfikowaniem traktatu pokojowego z Francją. Wrócił do Norfolku 26 lutego i został odstawiony do rezerwy, bowiem nowy prezydent, Thomas Jefferson, uważał, że marynarka wojenna to kosztowna i bezużyteczna zabawa.

## W wojnie z piratami

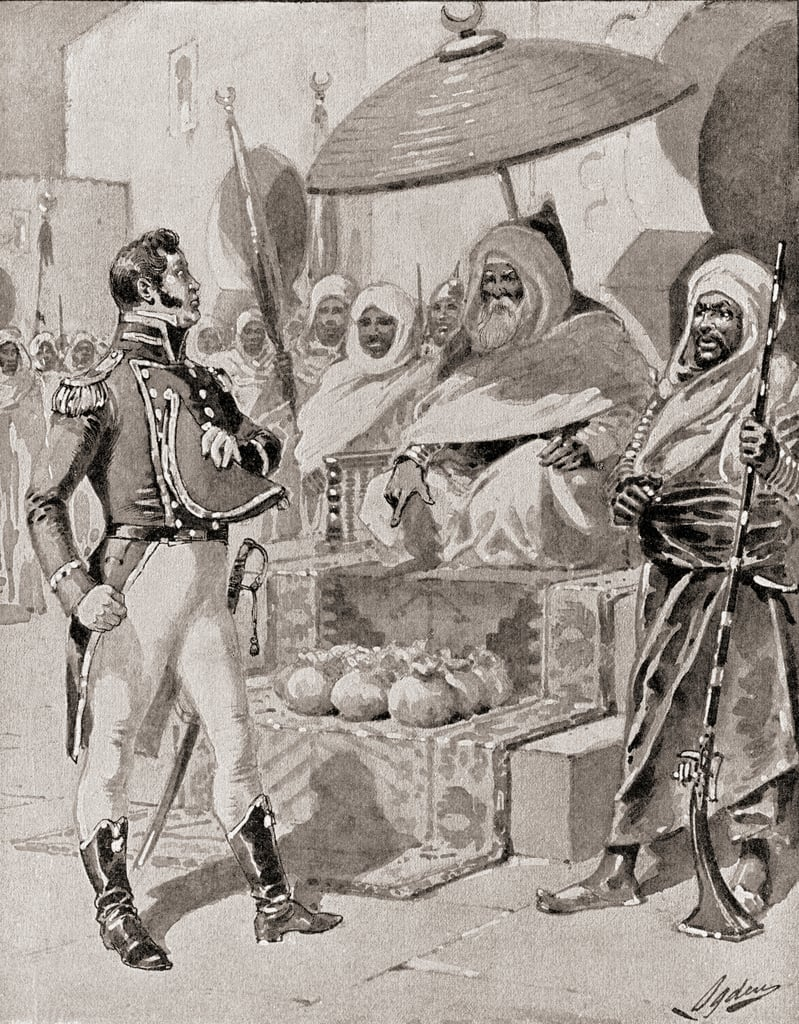
Amerykański haracz dla deja Algieru

W czasie trwania quasi-wojny Stany Zjednoczone płaciły haracze państwom berberyjskim, by zapewnić amerykańskim statkom handlowym swobodę żeglugi w basenie Morza Śródziemnego. W roku 1801 Jusuf Karamanli, bej Trypolisu, niezadowolony z wysokości haraczu (w porównaniu z tym, jaki USA płaciły dejowi Algieru), zażądał natychmiastowej wpłaty 250 000 USD. Thomas Jefferson odpowiedział na to wysłaniem eskadr okrętów wojennych dla ochrony amerykańskich statków handlowych oraz dla wymuszenia na państwach berberyjskich negocjacji pokojowych. Pierwszą eskadrą dowodził Richard Dale na USS „President”, drugą zaś Richard Valentine Morris na USS „Chesapeake”. W skład eskadry Morrisa wchodziły okręty USS „Constellation”, „New York”, „John Adams”, „Adams” i „Enterprise”. Przygotowanie okrętów do wyjścia w morze zajęło kilka miesięcy; opuszczały więc porty pojedynczo w chwili, gdy były gotowe.
„Chesapeake” wyszedł z Hampton Roads 27 kwietnia 1802 roku i 25 maja przybył do Gibraltaru; tam natychmiast poddano fregatę remontowi, bo w rejsie przez Atlantyk uległ pęknięciu jej grotmaszt. Morris oczekiwał w Gibraltarze na wiadomości o swojej eskadrze, gdyż kilka z nich jeszcze się nie zgłosiło. 22 lipca pojawił się „Adams” z rozkazem dla Morrisa (datowanym 20 kwietnia), by „położył całą eskadrę przed Trypolisem” i rozpoczął negocjacje pokojowe. „Chesapeake” i „Enterprise” opuściły Gibraltar 17 sierpnia, kierując się do Livorno, przy okazji osłaniając konwój statków handlowych płynących do różnych portów po drodze. W tej sytuacji Morris zatrzymywał się kilkakrotnie, zanim 12 października dotarł wreszcie do Livorno, skąd udał się na Maltę. Tam „Chesapeake” przeszedł remont spróchniałego bukszprytu. „Chesapeake” stał jeszcze w porcie, gdy 5 stycznia 1803 roku przybył tam „John Adams” z rozkazami z 23 października 1802, wydanymi przez nowego sekretarza marynarki Roberta Smitha. Rozkazy te wzywały „Chesapeake” i „Constellation” do powrotu do Stanów Zjednoczonych; Morris miał przejść, jako dowódca eskadry, na „New York”. „Constellation” wyruszył w drogę zgodnie z rozkazem, ale Morris zatrzymał „Chesapeake” na Malcie, twierdząc, że okręt jest w tak złym stanie, iż nie da rady pokonać Atlantyku w warunkach zimowych.
Morris dowodził obecnie okrętami „New York”, „John Adams” i „Enterprise”, podczas gdy „Adams” znajdował się w Gibraltarze. Ostatecznie 30 stycznia „Chesapeake” – wraz z okrętami eskadry – pożeglował w stronę Trypolisu, gdzie Morris zamierzał spalić tamtejszą flotę. Ciężkie sztormy utrudniły dotarcie do Trypolisu, a Morris obawiając się, że „Chesapeake” może przy silnym wietrze utracić maszty, zawrócił i 10 lutego był ponownie na Malcie. W związku z tym, że zapasy na okrętach bliskie były wyczerpania, a na Malcie nie można ich było uzupełnić, Morris zdecydował się odstąpić od planu blokady Trypolisu i wrócić po zaopatrzenie do Gibraltaru. Eskadra po drodze zatrzymała się 22 lutego w Tunisie i 19 marca w Algierze. „Chesapeake” dotarł do Gibraltaru 23 marca, kiedy to Morris przeszedł ostatecznie na „New York”. „Chesapeake”, tym razem pod rozkazami Jamesa Barrona, przybył do Stanów Zjednoczonych 1 czerwca i został odstawiony do rezerwy w Washington Navy Yard.
Morris pozostał w basenie Morza Śródziemnego do września, kiedy zgodnie z rozkazem sekretarza Smitha został pozbawiony dowództwa i poinstruowany, że ma wracać do USA. Tam stanął przed Naval Board of Inquiry, która uznała jego postępowania za naganne, w związku z „brakiem aktywności i opieszałością w dowodzeniu oddanej mu eskadry”. Został usunięty z US Navy w roku 1804. Działalność Morrisa w czasie dowodzenia eskadrą była krytykowana szczególnie za to, co działo się na pokładzie „Chesapeake” oraz za jego niezdecydowanie jako dowódcy. W podróży towarzyszyła mu żona, syn i służący, przy czym żona powiła w tym czasie drugiego syna. Kadet Henry Wadsworth pisał, że on i inni kadeci nazywali panią Morris „komodoressą” i byli przekonani, że to ona była głównym powodem pozostawania „Chesapeake” całymi miesiącami w portach. William Eaton, amerykański konsul w Tunisie, donosił sekretarzowi Smithowi, że Morris i jego eskadra więcej czasu spędzali na zwiedzaniu portów i balowaniu, niż na blokowaniu Trypolisu.

## Spotkanie z HMS Leopard

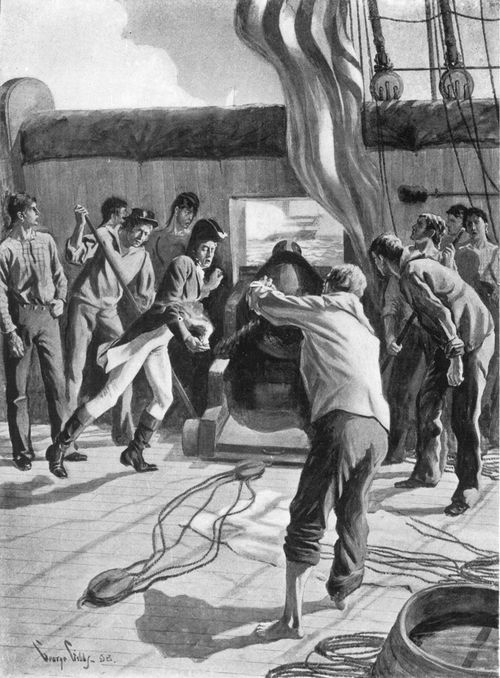
„Chesapeake” oddaje jedyny strzał w kierunku „Leoparda”

W styczniu 1807 roku dowódcą fregaty został mianowany Charles Gordon. Otrzymał rozkaz przygotowania okrętu do służby patrolowej i konwojowej na Morzu Śródziemnym, gdzie „Chesapeake” miał zluzować siostrzaną fregatę USS „Constitution”, przebywającą tam nieprzerwanie od 1803 roku. James Barron został dowódcą całej eskadry. Po latach nieaktywności „Chesapeake” był poważnie zaniedbany, musiało więc minąć wiele miesięcy koniecznych dla dokonania napraw, wyposażenia, zaprowiantowania i zaciągu załogi. Zaciąg prowadził porucznik Arthur Sinclair. Wśród nowej załogi znalazło się trzech marynarzy, którzy zdezerterowali z brytyjskiego okrętu HMS „Melampus”. Brytyjski ambasador w Stanach Zjednoczonych domagał się zwrotu dezerterów. Barron uznał, że wprawdzie byli oni rzeczywiście marynarzami „Melampusa”, zostali jednak do Royal Navy wcieleni siłą i dlatego odmówił odesłania ich na „Melampusa”.
Na początku czerwca „Chesapeake” udał się z Washington Navy Yard do Norfolku, gdzie zakończono wyposażanie i uzbrajanie okrętów. 19 tegoż miesiąca komandor Gordon poinformował Barrona, że „Chesapeake” jest gotowa do wyjścia w morze. 22 czerwca, uzbrojony w 40 dział okręt, opuścił port. Tymczasem brytyjska eskadra, składająca się z HMS „Melampusa”, HMS „Bellony” i HMS „Leoparda” (wszystkie 50-działowe), blokowała w porcie w Norfolk dwa znajdujące się tam okręty francuskie. Gdy „Chesapeake” opuścił port, okręty eskadry zaczęły wymieniać się sygnałami i wkrótce „Leopard” rozwinął żagle i skierował się w morze, poprzedzając „Chesapeake”.
Po kilku godzinach żeglugi „Leopard”, dowodzony przez komandora Salusbury'ego Humphreysa, zbliżył się do „Chesapeake” i zasygnalizował prośbę o dostarczenie przesyłek do Anglii, co w tamtych czasach było zwyczajowym zapytaniem. Gdy brytyjski porucznik zjawił się na pokładzie, wręczył Barronowi rozkaz wiceadmirała Royal Navy, George’a Berkeleya, nakazujący brytyjskim okrętom zatrzymać „Chesapeake” i odnaleźć dezerterów. Barron odmówił zgody na przeszukanie i gdy porucznik wrócił na „Leoparda” Barron rozkazał załodze przygotować się do bitwy. Wkrótce potem „Leopard” wysłał kolejny sygnał, którego Barron nie zrozumiał. Wobec braku odpowiedzi „Leopard” oddał strzał ostrzegawczy, a następnie salwę burtową w stronę „Chesapeake”. Przez piętnaście minut, gdy załoga „Chesapeake” próbowała się uzbroić, „Leopard” oddawał salwę za salwą, dopóki Barron nie opuścił bandery. „Chesapeake” zdołał oddać tylko jeden strzał, gdy udało się przynieść na pokład rozżarzone węgle celem odpalenia działa. Brytyjczycy wdarli się na pokład „Chesapeake” i zabrali ze sobą czterech członków załogi, odrzucając ofertę Barrona, który chciał, by „Chesapeake” został wzięty jako pryz. Trzech marynarzy z załogi „Chesapeake” zginęło, a wśród osiemnastu rannych był również Barron.
Wieść o incydencie rozeszła się błyskawicznie po powrocie „Chesapeake” do Norfolku, gdzie eskadra brytyjska (w tym także „Leopard”) pobierała zaopatrzenie. Tłum rozwścieczonych mieszkańców zniszczył 200 przeznaczonych dla eskadry baryłek z wodą i nieomal nie zlinczował brytyjskiego oficera, czemu zapobiegła interwencja władz. Prezydent Jefferson odwołał wszystkie amerykańskie okręty z Morza Śródziemnego i wydał następującą proklamację: brytyjskie okręty wojenne mają zakaz wejścia do portów amerykańskich, a te, które się w nich znajdują, mają je natychmiast opuścić. Incydent spowodował wprowadzenie embarga na handel z Wielką Brytanią.
„Chesapeake” był zupełnie nieprzygotowany do obrony w czasie tego wydarzenia. Żadne z dział okrętowych nie było załadowane, a pokład główny zatarasowany towarami, których nie umieszczono (wbrew przepisom) w ładowniach. Barron, Gordon i porucznik Hall z Marines stanęli przed sądem wojskowym. Barron został uznany za winnego „zlekceważenia możliwości dojścia do bitwy i nieprzygotowania okrętu na taką okoliczność” i zawieszony na lat pięć jako oficer marynarki. Gordon i Hall otrzymali ustne napomnienia, a działomistrz okrętu został wydalony z US Navy.

## Wojna 1812 roku

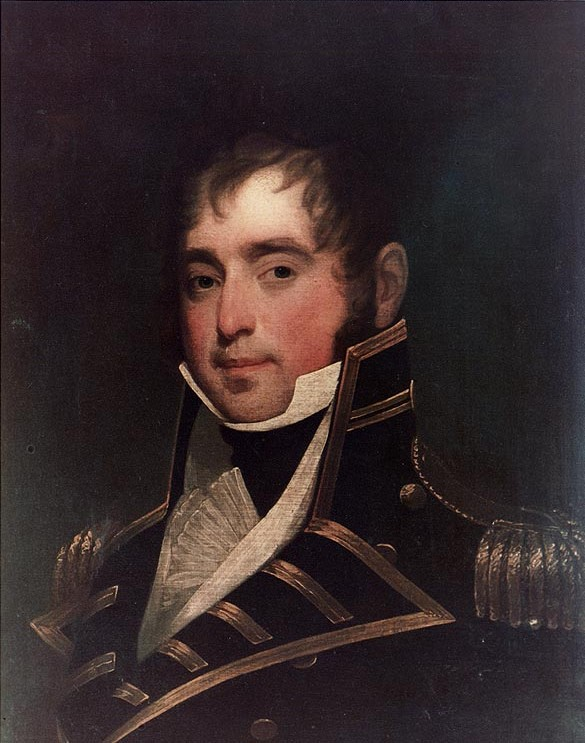
Komandor James Lawrence

W związku z poważnymi uszkodzeniami zadanymi przez działa „Leoparda”, „Chesapeake” wrócił do Norfolku na remont. Pod dowództwem Stephena Decatura okręt patrolował następnie wybrzeża Nowej Anglii, egzekwując przepisy o embargo.
Incydenty Chesapeake-Leopard i późniejszy z „Little Belt”, przyspieszyły decyzję Stanów Zjednoczonych o wypowiedzeniu wojny Wielkiej Brytanii w dniu 18 czerwca 1812 roku. „Chesapeake”, pod dowództwem Samuela Evansa, była przygotowywana do pełnienia służby na Atlantyku. Począwszy od 13 grudnia okręt okrążył środkowy Atlantyk po trasie: Boston-Madera-Wyspy Zielonego Przylądka-Ameryka Południowa-Boston. Fregata zatrzymała jako pryzy sześć statków: brytyjskie „Volunteer”, „Liverpool Hero”, „Earl Percy” i „Ellen”; bryg „Julia”, amerykański statek prowadzący handel na brytyjskiej licencji; „Valeria”, amerykański statek odebrany brytyjskim korsarzom. W czasie tego rejsu była ścigana przez nierozpoznany okręt liniowy i fregatę, lecz po przejściu nocnej nawałnicy stracono ścigające okręty z oczu. Ładunek statku „Volunteer”, 40 ton surówki żelaza i miedzi, sprzedano za 185 000 USD. „Earl Percy” nie dotarł do portu, ponieważ utknął na mieliźnie u wybrzeży Long Island, a „Liverpool Hero” został spalony, jako że przeciekał. Ogólne straty, jakie „Chesapeake” zadał żegludze brytyjskiej, obliczano na 235 675 USD. Okręt wrócił do Bostonu 9 kwietnia 1813 roku celem dokonania napraw.
Po powrocie z tego rejsu mający kłopoty zdrowotne komandor Evans poprosił o dymisję. 20 maja dowodzenie okrętem objął komandor James Lawrence, znany głównie ze zwycięstwa nad HMS „Peacock” podczas dowodzenia brygiem USS „Hornet”. Tymczasem sytuacja na okręcie była fatalna. Czas obowiązkowej służby wielu członków załogi się skończył, więc codziennie kilku odchodziło. Ci, którzy zostali byli rozgoryczeni i na krawędzi buntu, bowiem należne im udziały ze sprzedaży pryzów i ich ładunków zatrzymał sąd. Lawrence spłacił ich z własnej kieszeni i jakoś obłaskawił. Załogę „Chesapeake” uzupełniła część marynarzy z „Constitution” i zwerbowani cudzoziemcy.
Tymczasem komandor Philip Broke na pokładzie 38-działowej fregaty HMS „Shannon” patrolował wody przed portem w Bostonie. „Shannon” był dowodzony przez Broke'a od roku 1806, a załoga, pod jego twardą ręką odbywała codziennie trzygodzinne ćwiczenia z działami i bronią strzelecką. Najlepszy strzelec otrzymywał funt tytoniu w nagrodę. Wobec takiego przeciwnika „Chesapeake”, z nową i niedoświadczoną załogą, był na z góry straconej pozycji.

### Chesapeake i Shannon

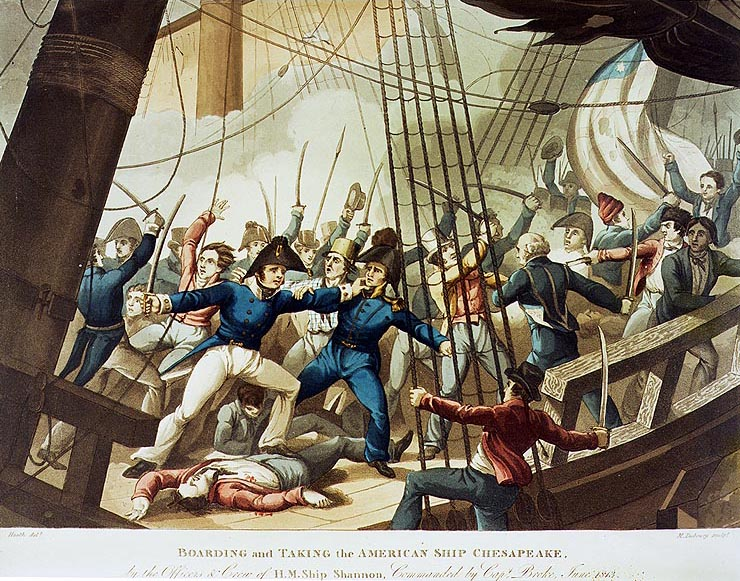
Abordaż fregaty „Chesapeake”

Lawrence, wiedząc że „Shannon” znajduje się niedaleko Bostonu, zaczął przygotowania do wyjścia w morze wieczorem 31 maja. Następnego dnia rano Broke napisał do Lawrence’a list z wezwaniem do walki i wysłał na pokład „Chesapeake”; list ten dotarł do Lawrence’a dopiero wtedy, gdy ten podjął sam decyzję wyjścia na spotkanie z HMS „Shannon”.
Opuściwszy port z wielką białą flagą z napisem „Free Trade and Sailors' Rights” („Wolność handlu i prawa marynarzy”), „Chesapeake” spotkał „Shannon” około godziny piątej po południu. W czasie 6-minutowej strzelaniny każdy z okrętów oddał dwie salwy burtowe. USS „Chesapeake” uszkodził HMS „Shannon”, ale sam też ucierpiał. Śmierć kilku kolejnych sterników spowodowała, że okręt utracił manewrowość. W czasie wymiany ognia działowego, w „Chesapeake” trafiło 362 pociski, podczas gdy jedynie 158 ugodziło „Shannon”.
Broke podprowadził swój okręt do burty „Chesapeake” i rozkazał spiąć obie jednostki, celem dokonania abordażu. Na pokładzie „Chesapeake” wybuchła panika; Lawrence próbował zorganizować oddział dla dokonania abordażu „Shannon”, ale trębacz nie odtrąbił właściwego sygnału. W tym momencie strzał snajpera śmiertelnie ranił Lawrence’a; gdy jego ludzie znieśli go pod pokład, wydał ostatni rozkaz: „Nie poddawajcie okrętu. Walczcie aż zatonie”.

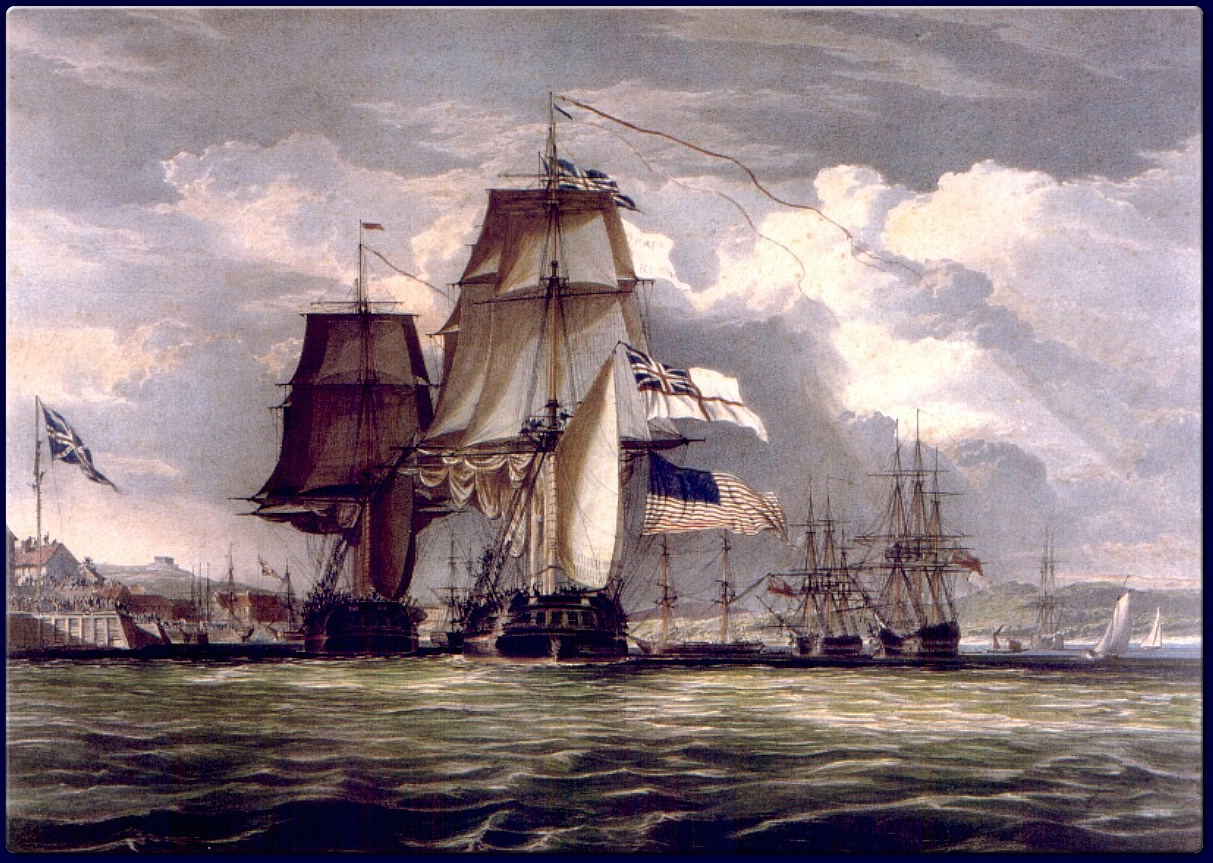
„Shannon” wprowadza „Chesapeake” do portu w Halifaksie

Komandor Broke dokonał abordażu „Chesapeake” na czele 20-osobowego oddziału. Opór, jaki napotkali, był nieznaczny, bowiem większość amerykańskiej załogi zbiegła pod pokład. Jedyny prawdziwy opór stawili okrętowi marines. Zostali pokonani przez Brytyjczyków; jedynie dziewięciu z czterdziestu czterech nie odniosło ran, a ich dowódca, porucznik James Broome, poległ. Broke został ciężko ranny podczas walki na pokładzie, otrzymawszy cięcie szablą w głowę. Wkrótce potem załoga HMS „Shannon” ściągnęła flagę „Chesapeake”. Minęło zaledwie 15 minut od wymiany pierwszych strzałów do zdobycia amerykańskiego okrętu.
Doniesienia o liczbie zabitych i rannych na pokładzie „Chesapeake” w czasie bitwy bardzo różnią się między sobą. Raport Broke'a z 6 lipca wymieniał 70 zabitych i 100 rannych. Źródła współczesne zdarzeniu podawały 48–61 zabitych i 85–99 rannych. Dysproporcje danych co do liczby zabitych i rannych mogła powodować rosnąca liczba umierających z powodu odniesionych ran w kolejnych dniach po bitwie. Liczba ofiar na HMS „Shannon” była znacznie mniejsza: 23 zabitych, 56 rannych. Mimo odniesienia poważnej rany, Broke nakazał dokonanie napraw obu okrętów w drodze do Halifaksu. Komandor Lawrence zmarł w drodze i został pochowany z wojskowymi honorami na cmentarzu w Halifaksie. Jego załoga została uwięziona. Komandor Broke wyleczył się z ran, a później otrzymał tytuł baroneta.

## Dalsze losy

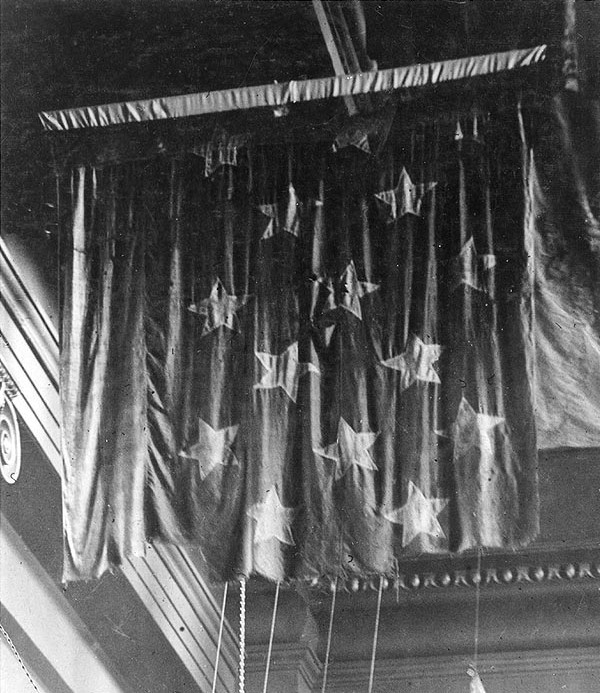
Bandera „Chesapeake”

Na polecenie Admiralicji Royal Navy wyremontowała „Chesapeake” i wcieliła do służby jako HMS „Chesapeake”. Fregata stacjonowała w Halifaksie w Nowej Szkocji pod dowództwem komandora Alexandra Gordona do roku 1814, po czym w październiku tegoż roku, pod dowództwem George’a Burdetta, pożeglowała do Plymouth w Anglii, na kolejny remont. Po jego zakończeniu okręt udał się do Kapsztadu w Afryce Południowej, gdzie do Burdetta doszła wiadomość o zawarciu traktatu pokojowego ze Stanami Zjednoczonymi w maju 1815 roku. Po powrocie do Anglii „Chesapeake” przeszedł do rezerwy i nigdy już nie wrócił do czynnej służby. W roku 1819 został sprzedany za niewygórowaną cenę 500 funtów handlarzowi drewna z Portsmouth, który okręt rozebrał, a drewno odsprzedał budowniczemu Joshui Holmesowi za 3450 funtów. Część tego drewna użyta została do budowy kilku domów w Portsmouth, a część do konstrukcji młyna w miejscowości Wickham, który istnieje do dziś.
Niemal od samego początku fregata „Chesapeake” uważana była przez zabobonnych XIX-wiecznych żeglarzy za „nieszczęśliwy statek”, „najmniejszy z miotu” i efekt nieporozumień między Humphreysem i Foxem. Odebranie nazwy innej jednostce, przegrane starcia fregaty z HMS „Leopard” i HMS „Shannon”, wyroki sądów wojskowych wobec jej dwóch dowódców i przypadkowa śmierć kilku członków załogi, kazały wierzyć, że okręt był przeklęty.
Ostatni rozkaz Lawrence’a – „Nie poddawajcie okrętu!” – stał się zawołaniem US Navy. Oliver Hazard Perry, dowódca floty amerykańskiej na Jeziorze Erie we wrześniu 1813 roku, nazwał swój okręt flagowy „Lawrence” i kazał wywiesić szeroką niebieską flagę z napisem „Don't give up the ship!”. Zawołanie to jest do dziś używane w US Navy, a nosi je USS „Lake Erie”.
Poszarpana przez pociski i splamiona krwią bandera „Chesapeake” została sprzedana na aukcji w Londynie w roku 1908. Obecnie znajduje się w Muzeum Marynarki w Greenwich w Anglii wraz z książką sygnałową okrętu. Maritime Museum of the Atlantic w Halifaksie na Nowej Szkocji posiada kilka pamiątek po bitwie z „Shannon”. W roku 1996 do Stanów Zjednoczonych wrócił kawałek drewna z Chesapeake Mill. Stanowi on eksponat Hampton Roads Naval Museum.